# طامية
طامية مدينة في محافظة الفيوم بمصر. عدد سكانها 764,450 نسمة (تعداد 2000)، وتبلغ مساحته (61969) فدان وتبلغ المساحة الزروعة بها (51555) فدان.

## وصلات خارجية
- جريدة الفيــــوم الساعة الإلكترونية